# Nymphalis polychloros
Pour les articles homonymes, voir Tortue (homonymie).
Grande tortue, Vanesse de l'orme
Espèce
La Grande tortue (Nymphalis polychloros) est une espèce paléarctique de lépidoptères de la famille des Nymphalidae, sous-famille des Nymphalinae, de la tribu des Nymphalini et du genre Nymphalis. 

## Description

### Imago
La Grande tortue est un papillon de taille moyenne à grande.
Ses ailes aux bords découpés ont le dessus roux bordé de brun sombre et ponctué de taches noires et jaunes. La bordure sombre des ailes postérieures est ornée de lunules bleu foncé. Leur revers est marron grisâtre. Il n'y a pas de dimorphisme sexuel.

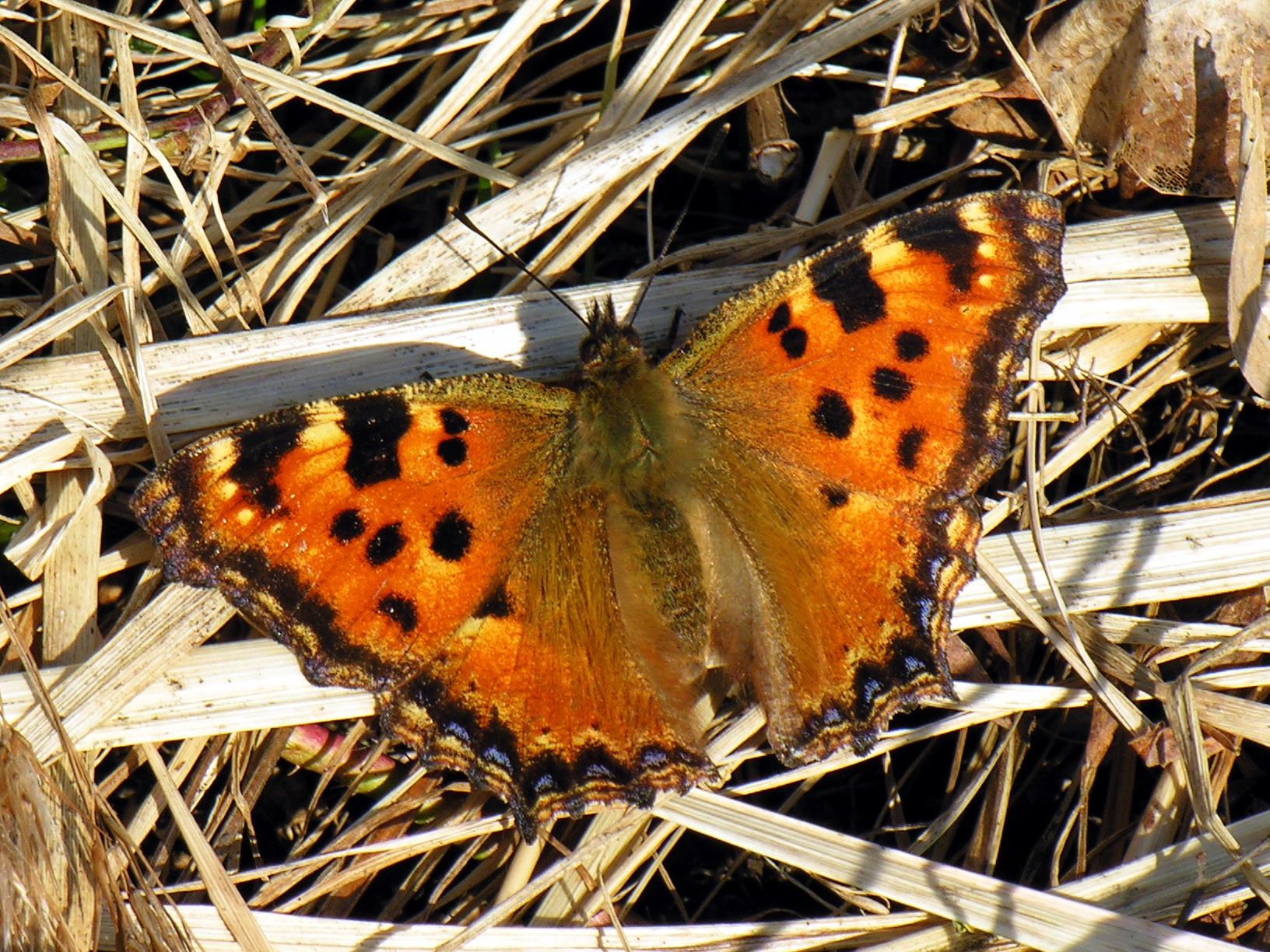
Face dorsale
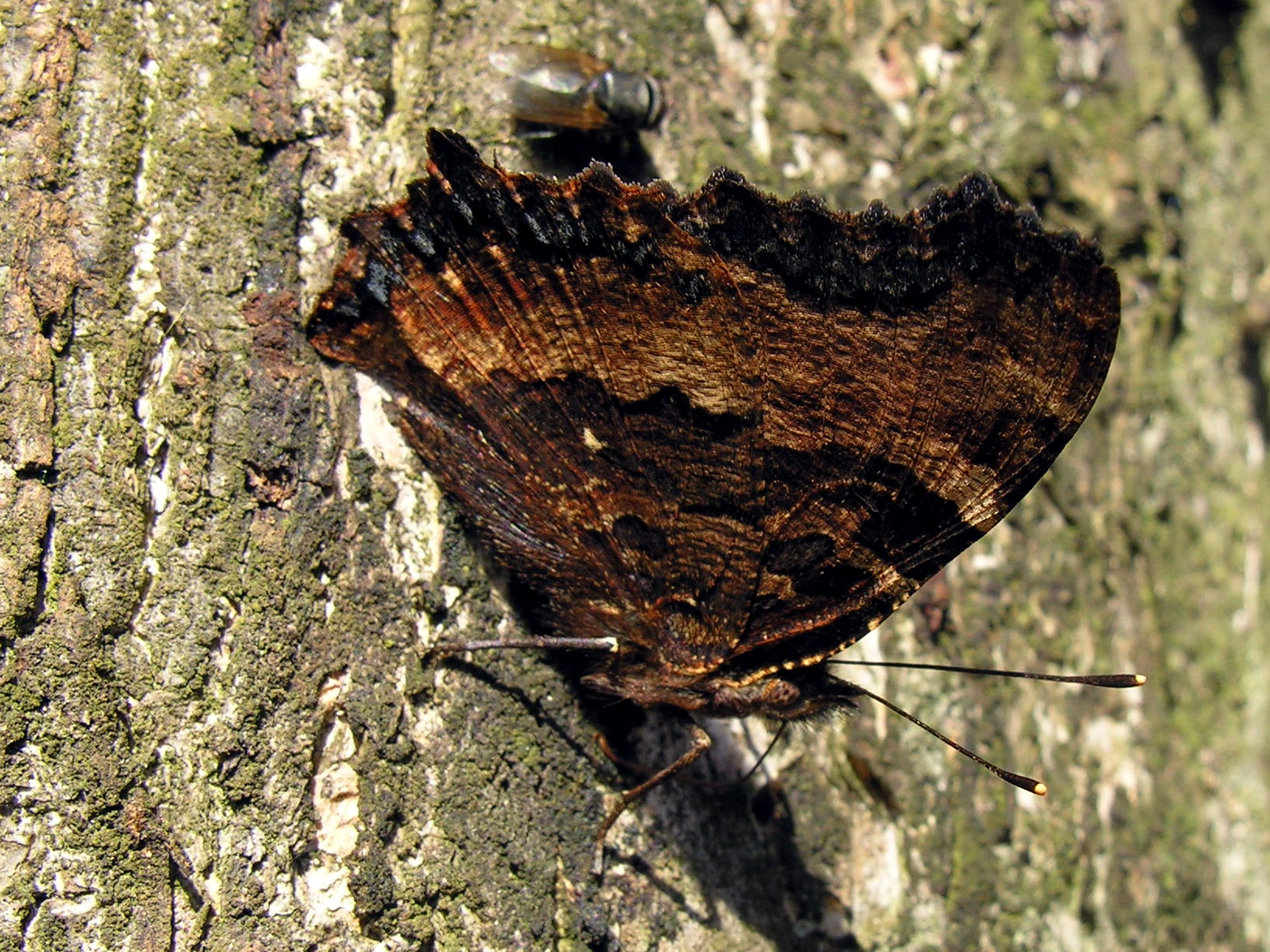
Face ventrale
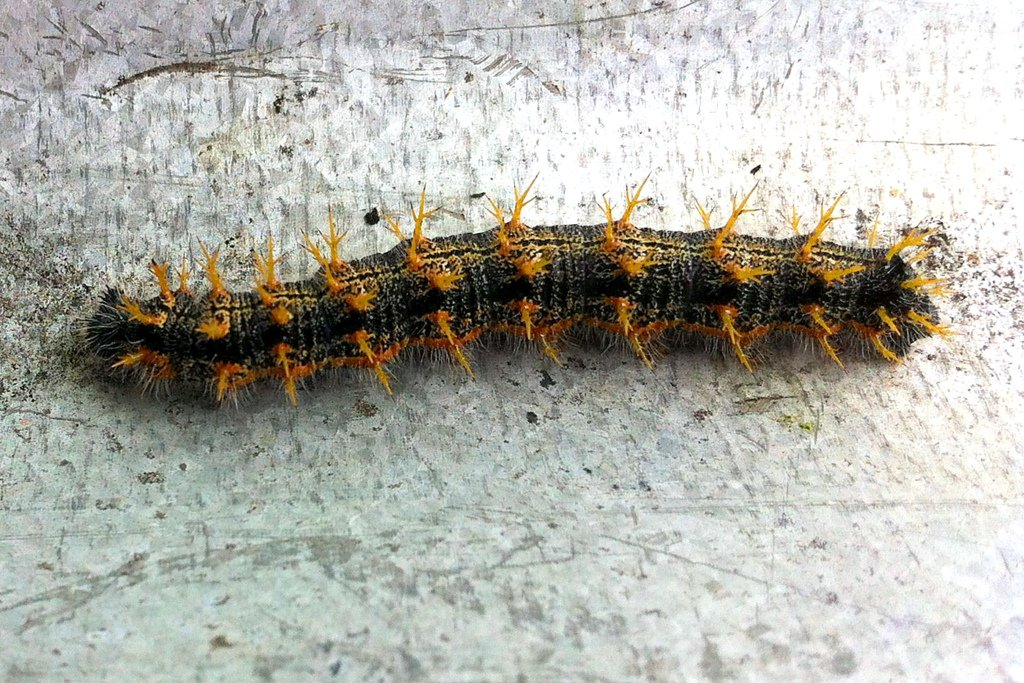
La chenille

### Œufs
Ils sont pondus par groupes de 100 à 200 unités formant de longs manchons sur les rameaux de la plante-hôte.

### Chenille
La chenille, de couleur gris sombre avec une bande dorsale, des bandes latérales et des épines roux ferrugineux est longue d'environ 45 mm.
Ces chenilles se rencontrent de mai à juillet, elles mènent une existence communautaire sur la plante-hôte et se dispersent après la dernière mue. Elles quittent toujours les rameaux avant de les avoir entièrement défeuillés.

## Biologie

### Période de vol
Univoltine, la Grande tortue hiverne à l'état d'imago et réapparaît dès les beaux jours de février ou mars de l'année suivante. Sa période de vol s'étend de février à début novembre, chaque nouvelle génération émergeant en juin-juillet.

### Plantes-hôtes
Ses plantes-hôtes sont divers arbres, notamment les ormes, les saules, les peupliers dont le tremble, les micocouliers le pommier cultivé, le poirier commun et divers autres feuillus.

## Écologie et distribution
La Grande tortue est présente du nord de l’Afrique à l'Europe centrale et méridionale, en Asie mineure et en Asie centrale.
Elle est migratrice au moins dans le Nord de son aire de répartition, c'est-à-dire au Danemark et dans le Sud de la Suède, de la Norvège et de la Finlande.
En France métropolitaine, elle est répandue dans tout le pays mais elle est en déclin significatif, notamment au nord de la région parisienne.

### Biotope
La Grande tortue fréquente des milieux variés, notamment les bois clairs et les clairières fleuries, jusqu’à 1 500 m d'altitude.
Peu attirée par les fleurs, elle affectionne les écoulements de sève des arbres blessés.

## Systématique
L'espèce Nymphalis polychloros a été décrite par le naturaliste suédois Carl von Linné en 1758 sous le protonyme Papilio polychloros. 
Elle est l'espèce type du genre Nymphalis.

### Synonymie
- Papilio polychloros Linné, 1758 – protonyme
- Papilio testudo Esper, 1781 [6]
- Papilio pyrrhomelaena Hübner, [1824]
- Vanessa pyromelas Freyer, [1834]
- Vanessa dixeyi Standfuss, 1895
- Vanessa polychloros fervida Standfuss, 1896
- Vanessa polychloros lucida Fruhstorfer, 1907
- Vanessa polychloros dilucidus Fruhstorfer, 1907[7]

### Noms vernaculaires
- en français : la Grande tortue, la Vanesse de l'orme, le Grand-Renard, le Doré
- en anglais : Large Tortoiseshell, Blackleg Tortoiseshell
- en allemand : Großer Fuchs
- en polonais : Rusałka wierzbowiec[8]

### Taxinomie
En tant que membre du genre Nymphalis, la Grande tortue fait partie de la famille des Nymphalidae, de la sous-famille des Nymphalinae et de la tribu des Nymphalini.
Elle fait partie du groupe informel des vanesses, au même titre que d'autres espèces bien connues du grand public européen telles que le Vulcain, le Paon du jour et la Petite tortue.
Liste des sous-espèces
- Nymphalis polychloros polychloros Linné, 1758
- Nymphalis polychloros erythromelas (Austaut, 1885) – en Algérie et au Maroc[9].

## La Grande tortue et l'Homme

### Protection
La Grande tortue est protégée en région Île-de-France.
Elle est éteinte en Grande-Bretagne.

### Philatélie
Ce papillon figure sur une émission de la République démocratique allemande de 1964 (valeur faciale : 50 p.).